# Sosna z wiszącym śniotem
Sosna z wiszącym śniotem lub Sosna ze śniotem na hwozdowni – pomnikowa sosna rosnąca w Białowieskim Parku Narodowym, jedna z najlepiej zachowanych martwych sosen Puszczy Białowieskiej. Drzewo uschło w XIX wieku. Na liście drzew bartnych Karpińskiego figuruje na pozycji 67. Sosna znajduje się w oddziale 284.
Obecny obwód pnia na wysokości 130 cm od postawy wynosi 300 cm (według pomiarów z 2010 roku), obecna wysokość drzewa wynosi 16 metrów (według pomiarów z 2010).
Nazwa sosny pochodzi od śniota, tj. potężnej dębowej deski służącej do zabezpieczenia barci przed drapieżnikami. Obecnie w BPN jest jeszcze około 100-150 sosen z barciami i wielka liczba sosen z wyżarami, jednak sosen z wiszącym na niej śniotem jest tylko pięć.
Drzewo wykiełkowało w XVII wieku, uschło w końcu XIX wieku. Drzewo opisał Jan Jerzy Karpiński w latach 30. XX wieku:

Sosna: pierśnica 81 cm, wysokość 16 m. Wierzchołek obcięty. Drzewo martwe, konary odłamane, bez kory. Barć na wysokości 5,5 m, wykończona. Otwór bartny od południa Drzewo pochylone na południowy wschód. "Klucze" i "hwozdownia" w dobrym stanie. Śniot wisi na "hwozdowni", "płaszki" brak. Dodatkowe "oko" z lewej strony, w górze barci.